# Rogatka (budynek)

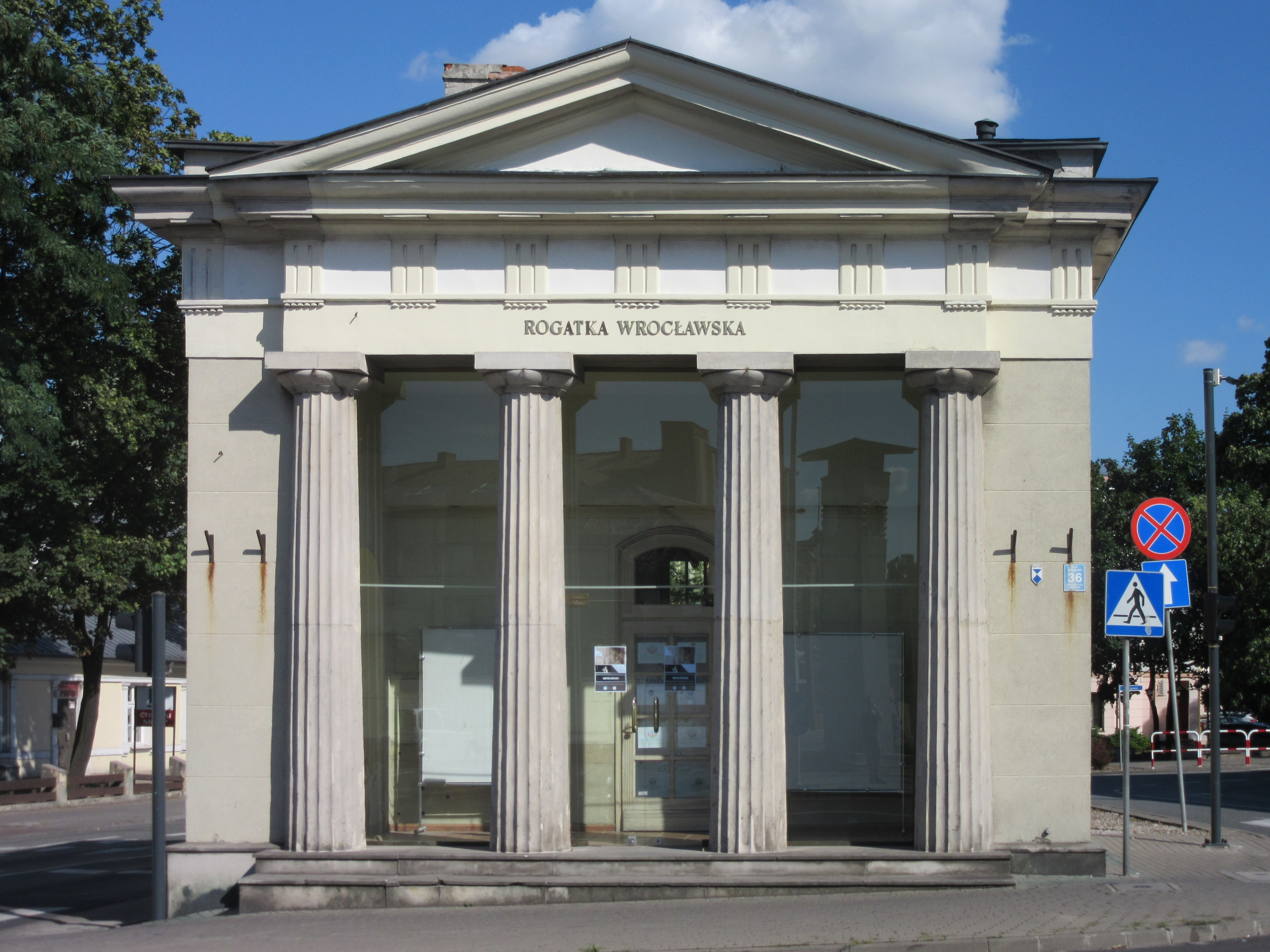
Rogatka wrocławska w Kaliszu, 1827–1828 (2018)

Rogatka – mały budynek, parterowy albo dwukondygnacyjny stawiany przy głównym trakcie komunikacyjnym prowadzącym do miasta. Był siedzibą miejskich władz skarbowych, których zadaniem było pobieranie opłat celnych i drogowych.

## Opis
Rogatki budowano na granicy miasta, stawiane były parami, po obu stronach drogi. Pomiędzy nimi ustawiano zamykającą przejście ruchomą barierę. Budowanie rogatek rozpoczęto w drugiej połowie XVIII wieku, czyli w okresie większej, wychodzącej poza dawniejsze bramy miejskie, rozbudowy miast.
W Polsce klasycystyczne budynki rogatek, wznoszone w dobie Królestwa Polskiego w miastach wojewódzkich, zachowały się m.in. w Kaliszu (rogatka wrocławska), Płocku i Warszawie (rogatki Grochowskie i Mokotowskie).
Współcześnie określenia  rogatki miasta  używa się także do określenia miejsca na granicy miejscowości przy drodze, nawet gdy nie ustawia się tu żadnych punktów pobierania opłat ani kontrolnych.

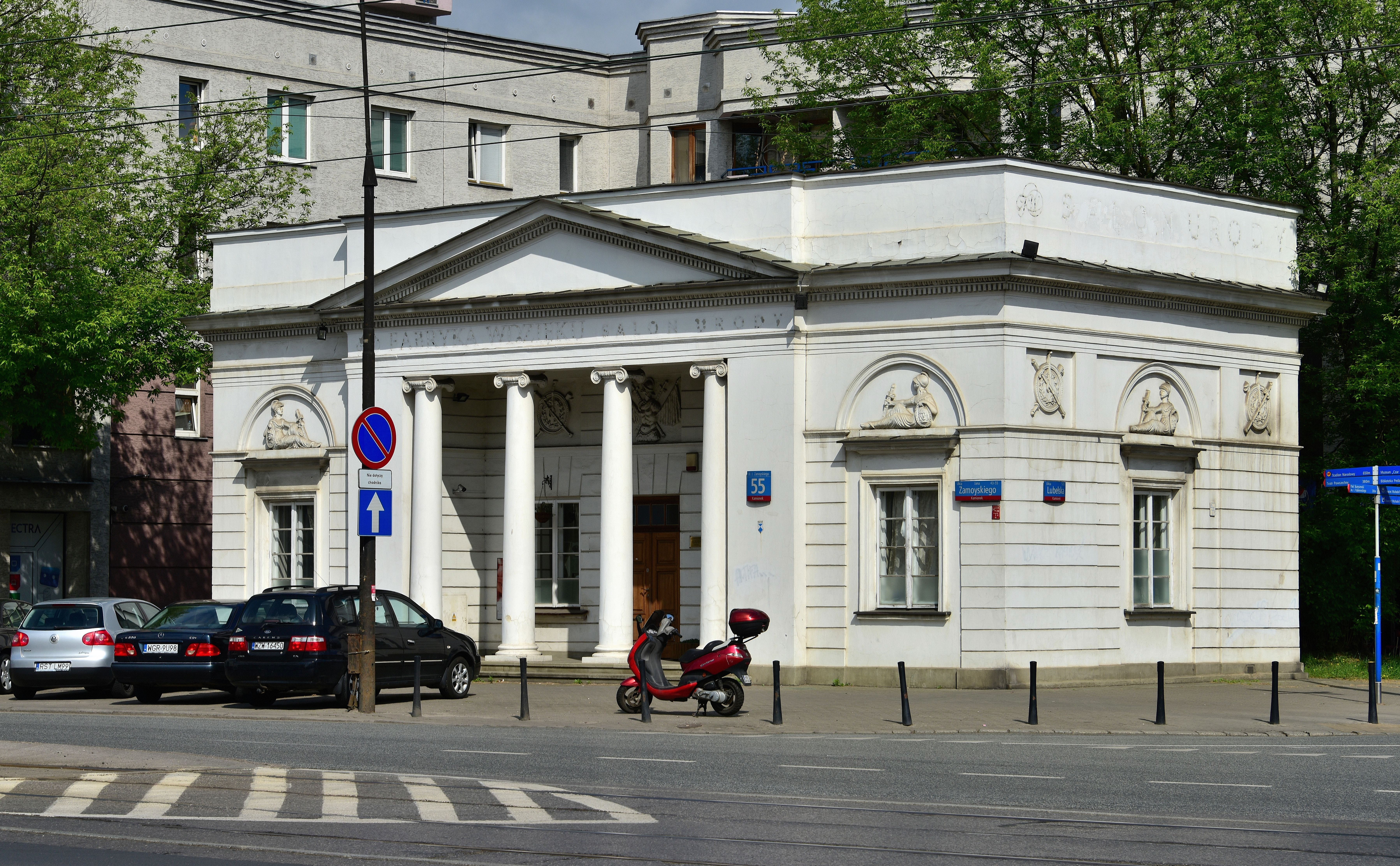
Jedna z rogatek Grochowskich w Warszawie
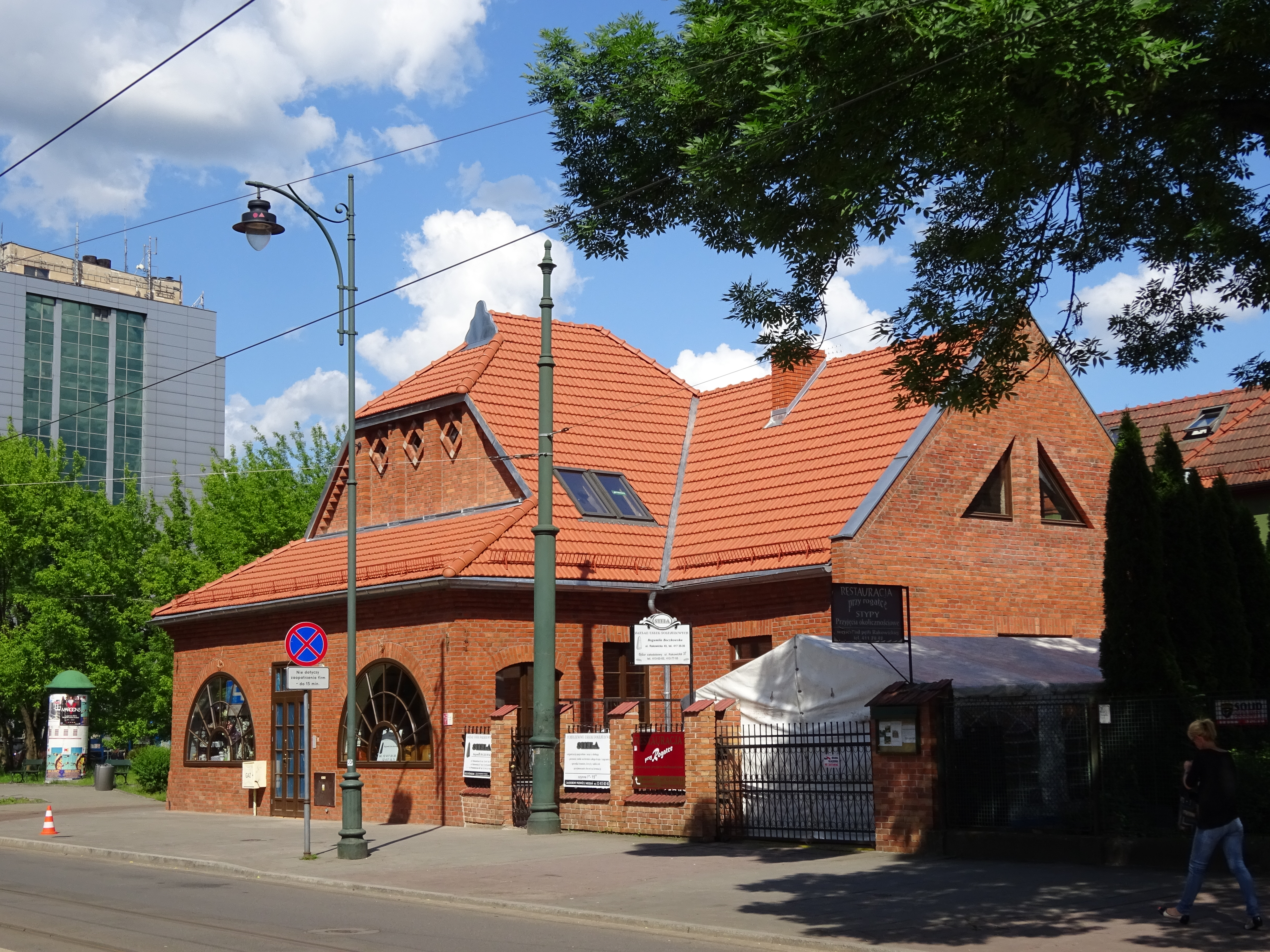
Rogatka Olszańska w Krakowie
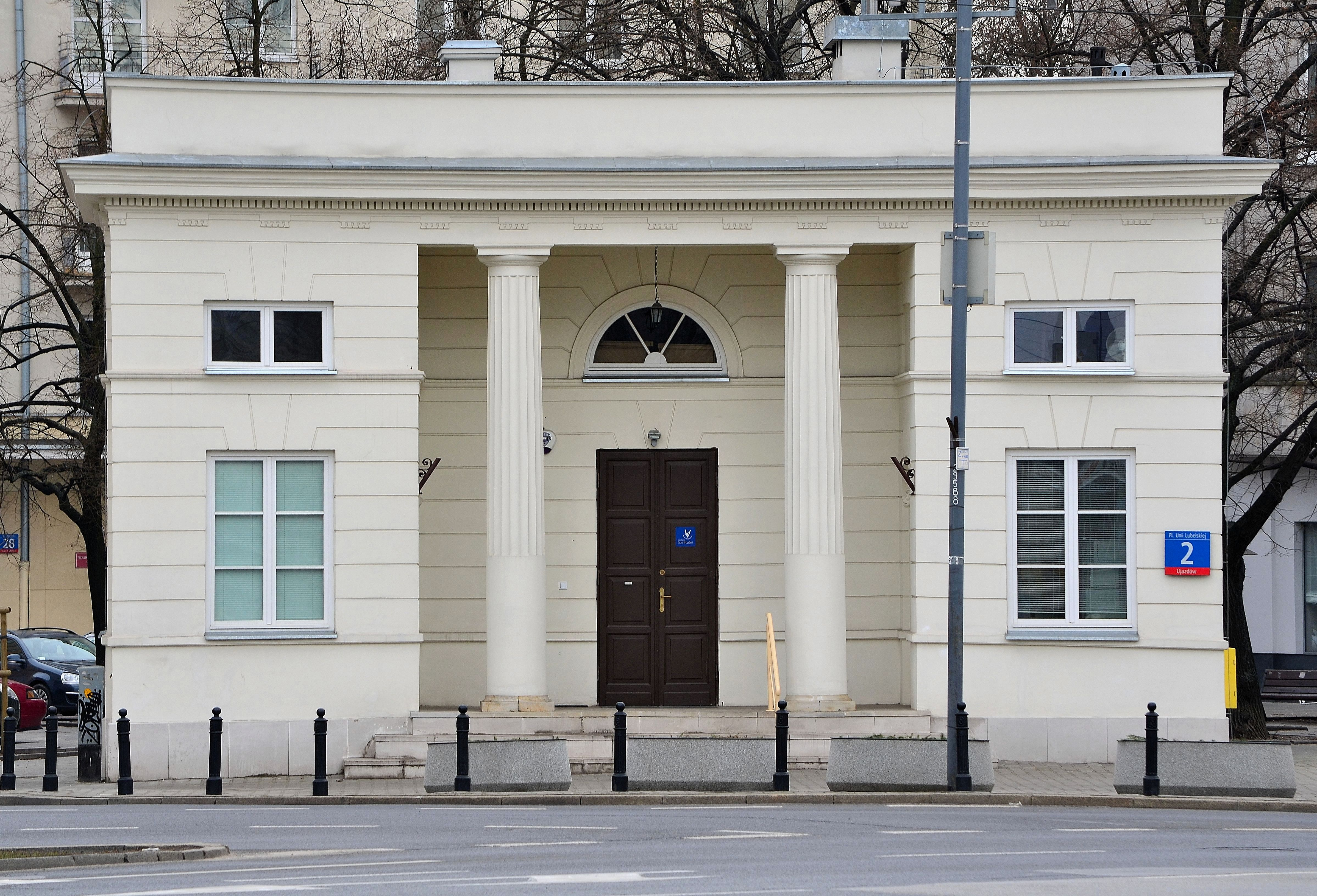
Jedna z rogatek Mokotowskich w Warszawie
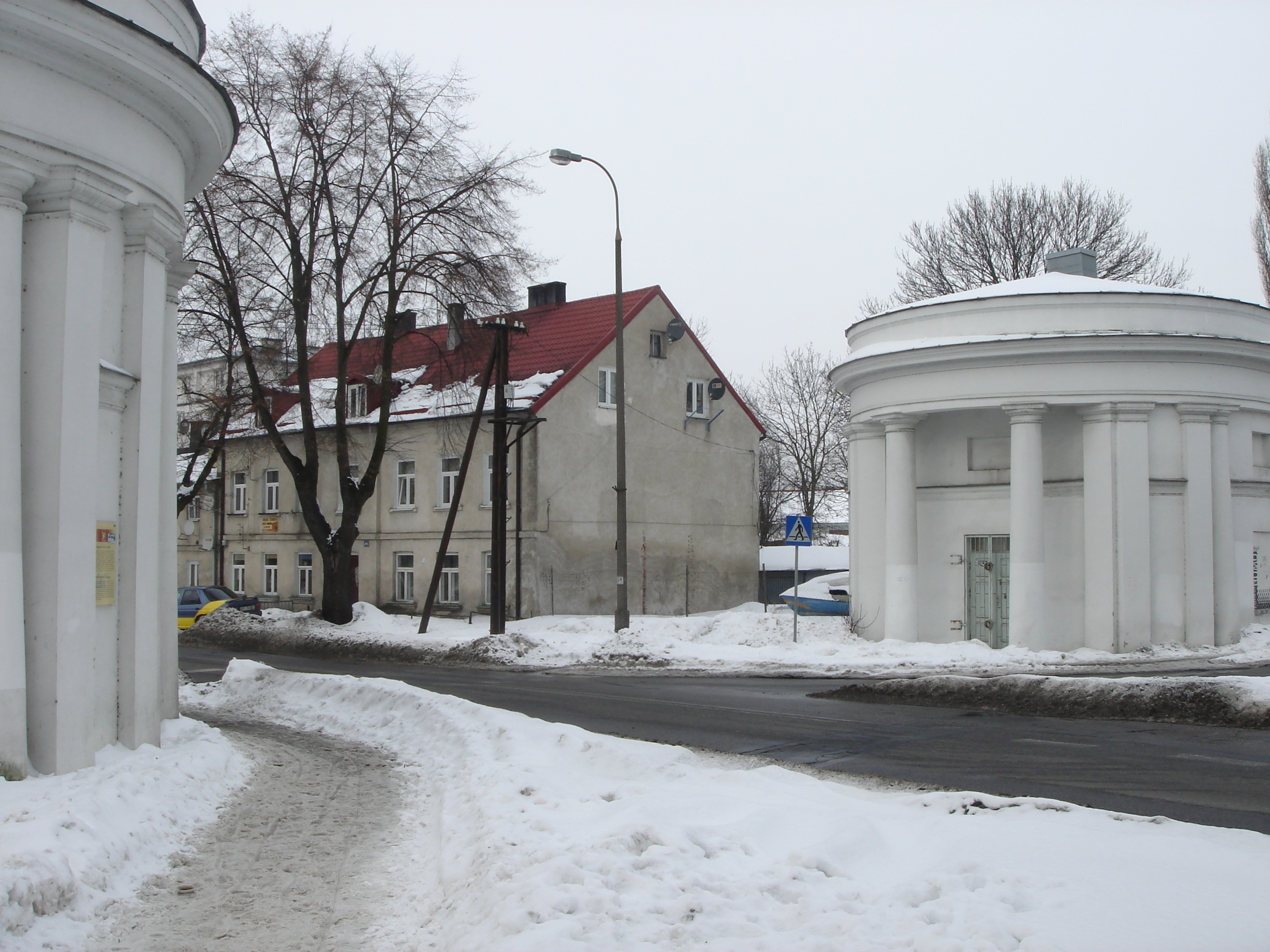
Rogatki Dobrzyńskie w Płocku
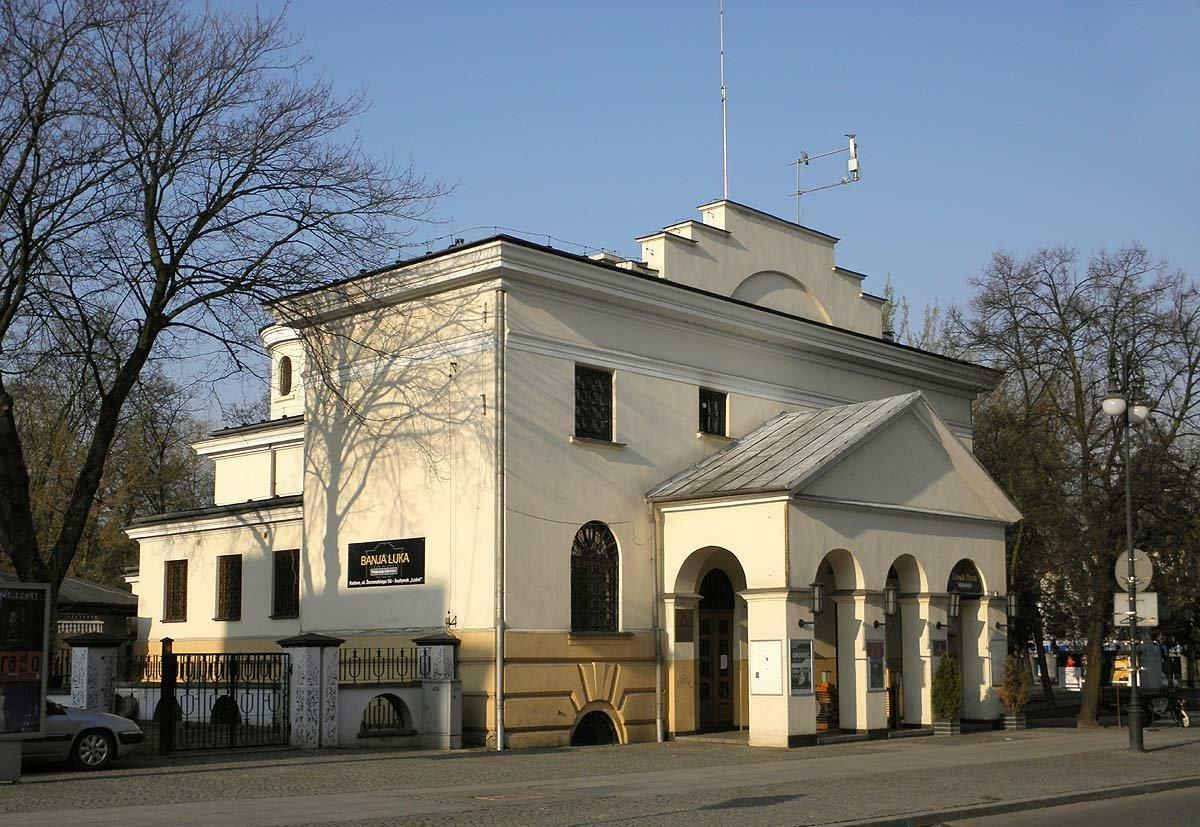
Rogatka Lubelska w Radomiu
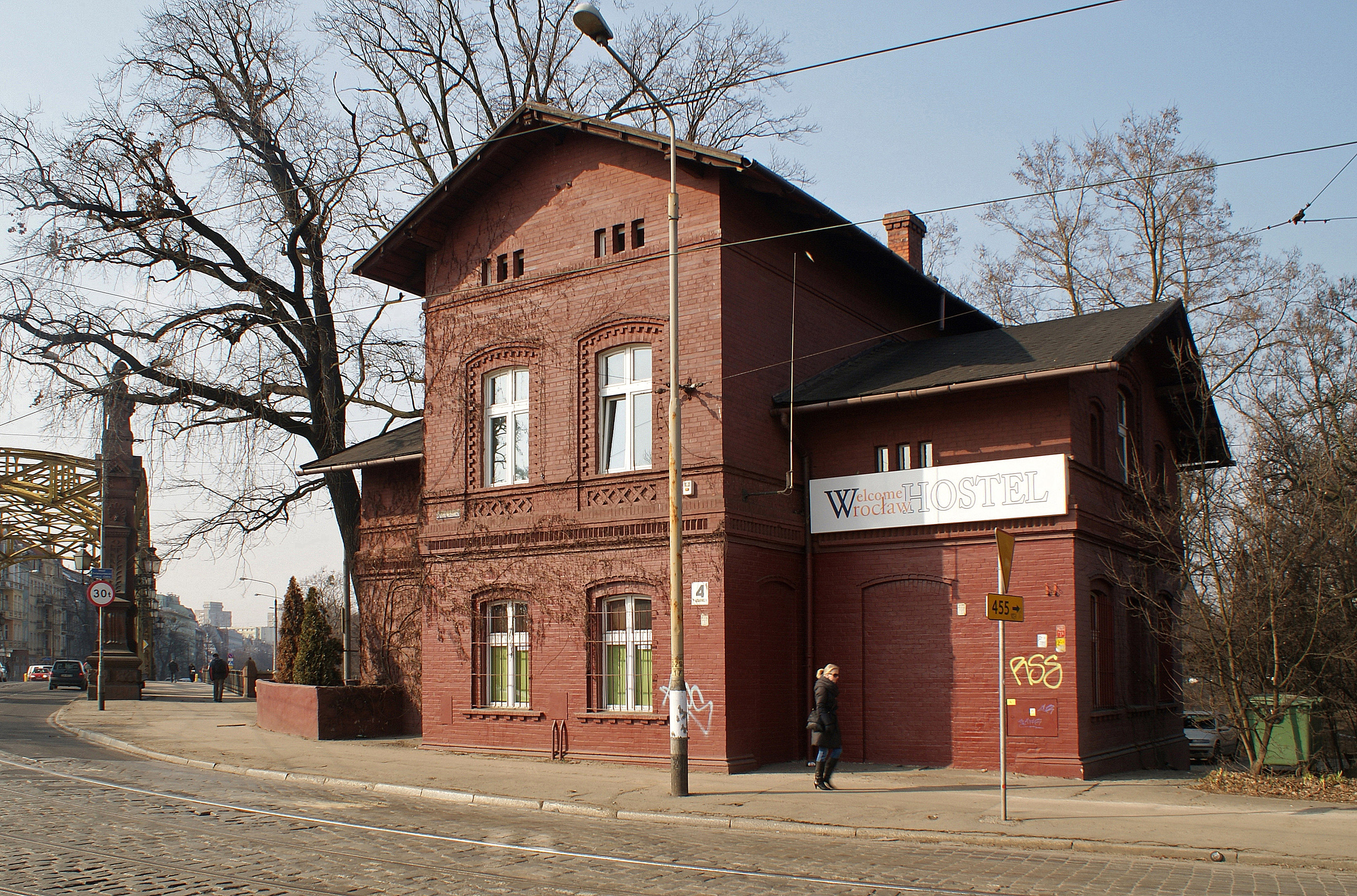
Rogatka Szczytnicka we Wrocławiu